# الأطياف (مجموعات شعرية)

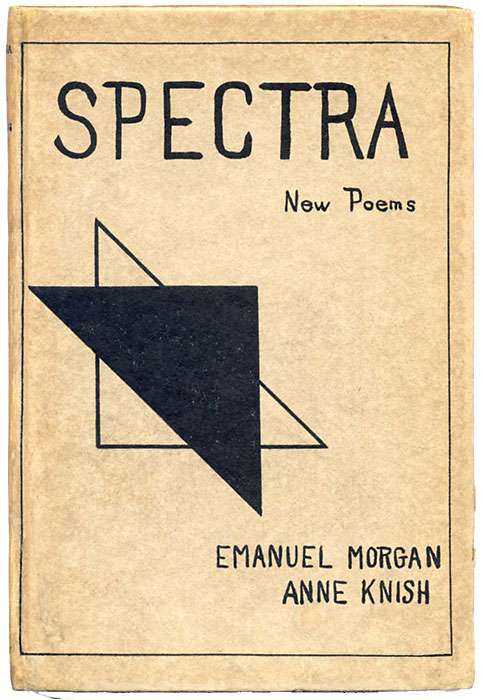
غلاف المجموعة الشعرية

الأطياف: كتاب تجارب شعرية هو كتيب شعري طبع في عام 1916 من تأليف المؤلفان الامريكيان ويتر بينر الذي كتب تحت الاسم المستعار "إيمانويل مورغان، وآرثر دافيسون فيكي، الذي كتب تحت اسم "آن كنيش". كان الهدف من الكتاب أن يكون نقداً هدّاماً للشعر الغير واقعي.
صدر إعلان قبل نشر هذا الكتاب يبين النهج الضبابي كمدرسة
«في الدرجة الأولى، يتكلم للعقل عن حاله الصعود والتي عن طريقها يتم عزل الاشعه الملونه والأشعة المختلفه الُمكَوِنه للطيف....»
«في المنظر الثاني، يتعلق لفظ الاطياف بالارتجاجات الارتداديه للرؤية البدنية، ويومئ بالشكل الساطع الذي يبرز بعد مواجهه العين للنور العالي، وعلى سبيل المثال، الألوان التابعة البصيرة الابتدائية للشعراء.»
«في مفهومه الثالث، يشير لفظ الطيف إلى المفاهيم، أو المحصنات اللفظيه، أو الاخيله التي تتعقب الشاعر في كل الاشياء في العالمين الظاهر والباطن....»
تم تعيين المؤلفات الشعرية في الفئة بأعداد التأليف عوضاً عن أسماء المقطوعات الشعرية، وكانت في الأكثر تأخذ جرس موسيقي تافه.
من "Opus 6" للشاعر ليمانويل مورغان:
لو كنت شجرة صغيره فقط
يمكن أقوم بصناعة اناشيد دينية
إلى العقيق من ابتسامتك
والوان جوانب.
نَظِم آن كنيش 118:
إذا كان الاغتسال عمل مثالي لا شهوة
سأظل مقرف
بالنسبة لفئه من الناس، تعزيل البيت هي شعائر مقدسة لا يمكن المساس بها.
بالنسبة لي، ستكون المنازل خاوية
لكن بالنسبة للموجات المذَّهبة تهتز طرباً في شعاع الشمس.
معظم الوقت يغض الطرف دافعو المُكوس عن الامور القَيِّمه.
اليوم انتبهو لِوشمي
لكن ذكرياتنا فلَّت منهم فلم يدرسونا.
الاطياف كان الهدف منها على سبيل الدعابة. أولاً، لغايه ان المُؤلَّف غَبَنَ الناشر، لكن رُخِصَ له الولوج في الطرفة قبل التوجه إلى دار الطباعة. توقع المؤلفون أن انحطاط المُؤَلَف سوف تسطع بقوة، لكنها في الحقيقة تم إستعابها كمدرسة شعرية مُعتَرَف بها لفترة سنتين. في سنة 1981، اقرَّ بينر في ندوة عامة بأنه ساهم في كتابة المؤَلَف ووَضَح الغِش.
كان كل من بينر وفيكي شاعرين بارعين في زمنهم، لكن مجموعه الأطياف ممكن ان تكون الأكثر شهرة في مجال كبير في مؤلفاتهم.
اقرَّ كلا المؤلفين بأن الغِشَ اعطى نتائج نقيضه لِدرجه ما، حيث سيطرت على مُؤلَفِه الأكثر جدية. ومع ذلك، ذكر فيكي أنه درس الكثير عن التأليف خلال التأليف باسم كنيش، مضيفًا أنه أثر على مؤلفاته الأخرى.

## القراءة المتعمقة
Smith, William Jay. The Spectra Hoax. (Wesleyan University Press, Middletown, CT), 1961.

## روابط خارجية
- Spectra complete text